# Atmosfera di Nettuno
L'atmosfera di Nettuno appare tipicamente azzurra, ma meno uniforme rispetto a quella di Urano. In prossimità dell'equatore è possibile osservare fasce e bande parallele che l'attraversano; è inoltre presente una formazione estemporanea nota come Grande Macchia Scura, che misura circa 10000 km di lunghezza.

## Composizione atmosferica
L'atmosfera di Nettuno si compone all'85% di idrogeno molecolare (H2), al 13% di elio (He) e al 2% di metano (CH4); presenta inoltre tracce di ammoniaca (NH3). La sua composizione è quindi analoga a quella dell'atmosfera di Urano.
La presenza di monossido di carbonio, cianuro e monosolfuro di carbonio è stata interpretata come traccia di un impatto cometario avvenuto circa un migliaio di anni fa.
Ad altitudini elevate l'atmosfera di Nettuno è composta per l'80% di idrogeno e il 19% di elio, ma sono state rilevate anche tracce di metano. Le bande di assorbimento del metano sono presenti a una lunghezza d'onda superiore a 600 nm. Come su Urano, l'assorbimento del rosso da parte del metano conferisce a Nettuno il suo caratteristico colore blu intenso, diverso tuttavia da quello di Urano che tende più all'acquamarina.
Nonostante la relativa predominanza di idrogeno ed elio, è il metano a regolare i fenomeni meteorologici di Nettuno. Le molecole di metano dell'alta atmosfera reagiscono tra loro formando idrocarburi con peso molecolare maggiore, quali l'etano (C2H6) e l'acetilene (C2H2), per effetto dell'irraggiamento solare (900 volte meno intenso di quello rilevato sulla Terra). Anche le nubi bianche osservate dalla sonda Voyager 2 nel 1989 sono probabilmente composte da cristalli di metano ghiacciato; esse ruotano più lentamente del pianeta, e la loro circolazione appare pertanto retrograda. Si tratta di una peculiarità di Nettuno: negli altri giganti gassosi del sistema solare la rotazione dei sistemi nuvolosi è più rapida di quella del pianeta.

## Temperatura

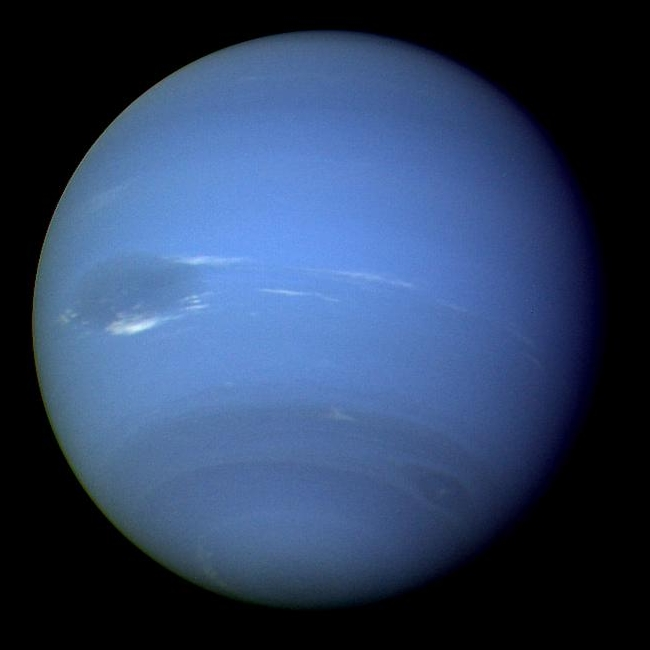
L'atmosfera di Nettuno fotografata dal Voyager 2; i colori sono stati modificati per evidenziare le principali formazioni atmosferiche.

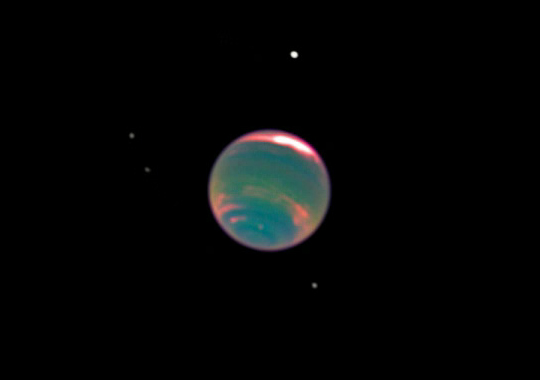
Un'immagine in falsi colori di Nettuno, ripresa dal telescopio spaziale Hubble, che evidenzia le lunghezze d'onda corrispondenti al metano.

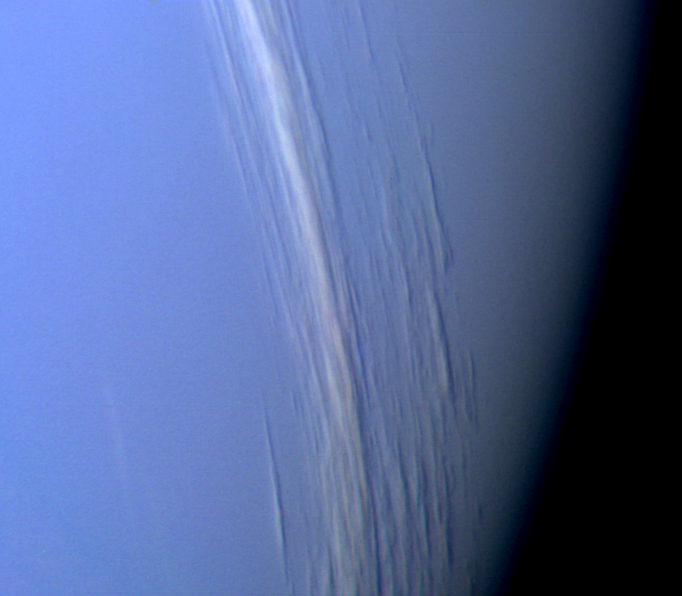
I cirri di Nettuno, ripresi dalla Voyager 2 a 29° di latitudine nord, in prossimità del terminatore, appena due ore prima del massimo avvicinamento alla superficie del pianeta.

La temperatura al livello topografico di riferimento (definito come la quota alla quale la pressione atmosferica vale 1000 hPa) è pari a circa 70 K (-200 °C), ma cresce all'aumentare della profondità; questo dimostra la presenza di una qualche fonte di calore interna, probabilmente responsabile anche della complessità delle formazioni atmosferiche di Nettuno in confronto a quelle di Urano.
Per contro, dopo una breve pausa la temperatura atmosferica riprende a crescere anche all'aumentare dell'altitudine, raggiungendo i 130 K a 250 km di altezza rispetto al livello del precedente massimo termico.

## Stratigrafia
L'atmosfera di Nettuno si divide in due strati principali: il primo, situato a -40 km rispetto alla quota ove la pressione vale 1000 hPa, è caratterizzato da temperature nell'ordine dei 130 K e pressioni prossime alle 3 atmosfere; è interessato dalla presenza di nubi di ammoniaca e solfuro di idrogeno.
Il secondo strato dell'atmosfera, situato al livello topografico di riferimento, si compone principalmente di metano. Nella parte superiore dell'atmosfera sono presenti nebbie di idrocarburi derivanti dalla dissociazione del metano.
La stratigrafia dell'atmosfera nettuniana è vistosa in alcune fotografie scattate dalla sonda statunitense Voyager 2, in cui è distintamente visibile l'ombra proiettata dalle nubi superiori sugli strati sottostanti. Il fenomeno della stratificazione può essere reso particolarmente evidente dal confronto di immagini riprese a lunghezze d'onda diverse; analizzando la lunghezza d'onda del metano, ad esempio, è possibile individuare una tenue nebbia situata negli strati più alti dell'atmosfera, che conferisce al disco di Nettuno un particolare splendore.

## Meteorologia e circolazione atmosferica
L'atmosfera nettuniana è sede di violenti fenomeni atmosferici; i venti, che raggiungono i 2160 km/h, sono i più potenti conosciuti nel sistema solare. Essi sono generalmente diretti verso ovest, ovvero in senso retrogrado rispetto a quello della rotazione del pianeta. Si tratta quindi di venti molto forti: quasi 10 volte più veloci di quelli terrestri.
L'energia necessaria per alimentarli non deriva dallo scarso irraggiamento solare, ma proviene dall'interno del gigante gassoso; questa continua emissione determina l'instaurarsi di correnti ascendenti calde e di correnti discendenti più fredde, secondo un meccanismo di convezione.

### Sistemi di macchie
Similmente all'atmosfera di Giove e di Saturno, anche quella di Nettuno presenta prominenti formazioni meteorologiche dall'aspetto simile a grandi macchie. La più pronunciata è certamente la Grande Macchia Scura, osservata dalla Voyager 2 nel 1989 ma assente nelle successive osservazioni del 1994 effettuate mediante il telescopio spaziale Hubble. Si trattava di una struttura per certi versi analoga al buco nell'ozono terrestre, piuttosto che di una tempesta.
Pochi mesi dopo le prime osservazioni di Hubble, successive fotografie di Nettuno hanno rivelato la presenza di una nuova Macchia Scura, stavolta nell'emisfero boreale del pianeta.
Sono altresì presenti vere e proprie nubi atmosferiche, come il cosiddetto Scooter; si ritiene che esse abbiano origine da macchie calde e relativamente profonde, che provocano correnti ascendenti di solfuro di idrogeno in grado di penetrare attraverso le nubi di metano.

## Ciclo delle stagioni

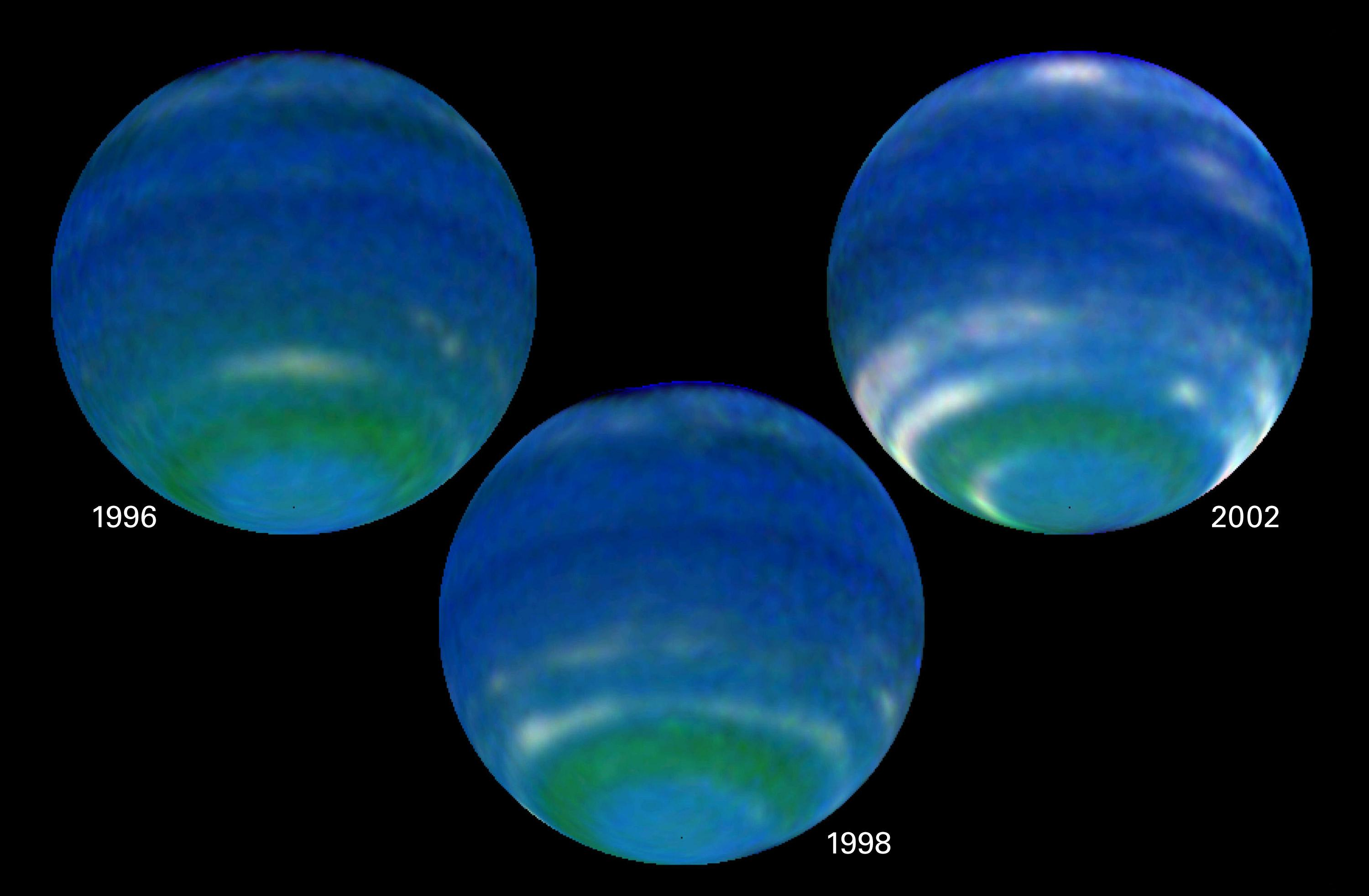
L'aumento dell'albedo e del numero di formazioni nuvolose registrato nell'emisfero sud di Nettuno nel periodo 1996-2002 dal telescopio Hubble. Le immagini sono state ritoccate eliminando l'oscuramento al bordo.

Confrontando le osservazioni di Nettuno effettuate fra il 1996 ed il 2002 è stato possibile individuare un discreto aumento dell'albedo complessiva del pianeta (nell'ordine del 5-10%); il fenomeno è in realtà legato ad un aumento sensibile di riflettività limitato ad alcune bande ristrette, che in alcuni casi può arrivare al +100%. Tale variazione è con tutta probabilità collegata al ciclo delle stagioni.
Il ciclo stagionale su Nettuno è circa 165 volte più lento che sulla Terra, e la massima variazione nella quantità di luce solare incidente è oltre 900 volte più piccola del corrispondente valore terrestre; ciononostante, un semplice modello basato sulle variazioni stagionali di energia incidente è sufficiente a giustificare le forti variazioni di albedo registrate sperimentalmente. A causa dell'intervallo di tempo necessario perché gli strati superficiali del pianeta raggiungano l'equilibrio termico, Nettuno raggiunge la sua massima luminosità circa quindici anni dopo ogni solstizio; si prevede che il prossimo valore massimo di albedo verrà raggiunto entro il 2025.